# Джаяджі Рао Скіндія
Джаяджі Рао Скіндія (19 січня 1843 — 20 червня 1886) — магараджа Гваліора.

## Життєпис
Походив з династії Скіндії. Був названим сином Джанкоджі Рао II. після смерті останнього у 1843 році мав успадкував Гваліор. Втім Ост-Індійська британська компанія вирішила конфіскувати князівство на основі закону, згідно якому право на отримання князівства мав лише прямий спадкоємець магарджі, яким не був Джаяджі Рао. Тому під час повстання сипаїв у 1857—1858 роках він спочатку мав намір приєднатися до останніх. Щоб не дати можливість приєднатися до повсталих володарів Гваліора британський віце-король як виняток визнав Джаяджі Рао магараджі. На дяку за це Джаяджі Рао надав війська англійцям у боротьбі з Сипайським повстанням.
З цього моменту фактично не був самостійним правителем, а правив під контролем британської адміністрації.